# Leon Uszkiewicz
Leon Uszkiewicz (ur. 18 lutego 1905 w Pogorendzie w powiecie grodzieńskim, zm. 30 kwietnia 1953) – polski lekarz psychiatra, dyrektor Departamentu Medycyny Społecznej w Ministerstwie Zdrowia (od 1945), dyrektor Państwowego Zakładu Wydawnictw Lekarskich, redaktor naczelny tygodnika „Służba Zdrowia”.

## Życiorys
Syn Floriana Uszkiewicza i Józefy z Teżyków. Studiował medycynę na Uniwersytecie Stefana Batorego w Wilnie, podczas studiów należał do korporacji Śniadecja. W roku 1929 pełnił w Korporacji funkcję Bakałarza (wychowawcy najmłodszych członków). Studia ukończył w 1934 roku. Od 1935 do 1937 pracował w szpitalu psychiatrycznym w Chełmie. Od 1937 do 1941 w szpitalu psychiatrycznym w Tworkach, najpierw na oddziale Józefa Handelsmana, potem u Edwarda Steffena. Podczas okupacji usunięty ze szpitala tworkowskiego, podjął pracę lekarza w prywatnym sanatorium dla chorych psychicznie we Wrzesinie. Uczestniczył w powstaniu warszawskim, był lekarzem w Szpitalu Jana Bożego. Członek PPR od 1945 roku. Popełnił samobójstwo.
Mąż Lidii Sembratowicz (1908–1981), lekarki psychiatry.